# 贾辛塔·艾伦
贾辛塔·玛丽·艾伦（1973年9月19日—），澳大利亚女性政治人物，为工党成员。1973年9月生于维多利亚州本迪戈，毕业于拉筹伯大学，1999年9月当选为维多利亚州议会议员。曾担任维多利亚州交通及基础设施厅长、火车环线事务厅长、副州长等职务。2023年9月27日起任维多利亚州州长及州工党领袖，成为该州继琼·科纳之后的第二位女性州长。